# Baldosa

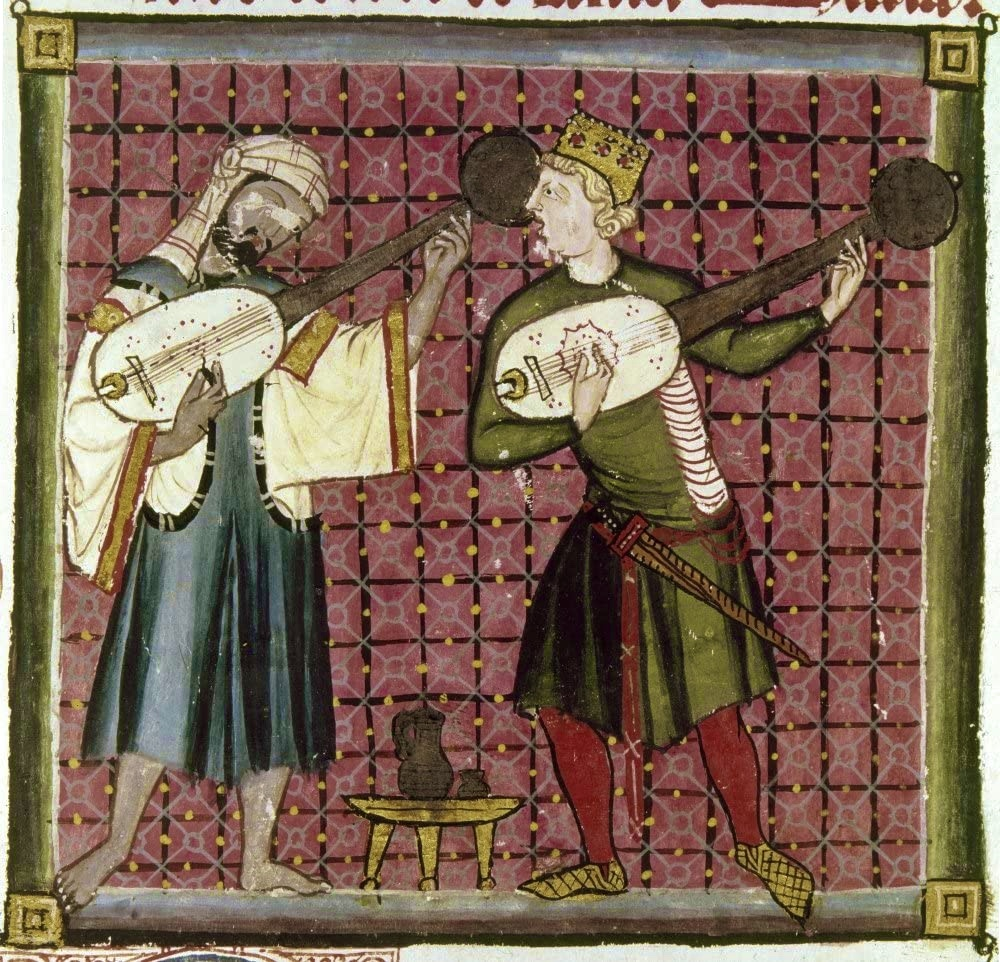
Due sonatori di baldosa, di cui uno col plettro, dalle Cantigas de Santa Maria

La baldosa è un antico strumento musicale a corde, di origine provenzale (baldos o baudosa), o forse spagnola (baldosa o valdosa). Pare che l'origine non sia da ricercare anteriormente al secolo XIII. Si sonava sia col plettro sia senza.
La baldosa è citata, ad esempio, nel Morgante di Luigi Pulci (27, 55): E chi sonava tamburo, e chi nacchera, baldosa, cicutrenna e zufoletti Morgante/Cantare ventesimosettimo.
Tra i più eccellenti sonatori di baldosa, è noto il pittore e storico Leone Cobelli di Forlì, vissuto nella seconda metà del secolo XV.
Era detta baldosa anche una sorta di danza, verosimilmente perché accompagnata dal suono dello strumento omonimo.